# Ashley Graham
Ashley Graham är en påhittad karaktär i tv-spelet Resident Evil 4. Hon är dotter till USA:s president under händelserna i spelet och blir kidnappad av en mystisk sekt på sin resa hem. I skepnaden av Leon S. Kennedy är det upp till spelaren att ta reda på var Ashley befinner sig och rädda henne ur fångenskapen. 
När spelaren har sällskap av Ashley är det deras jobb att skydda henne mot fienderna och hindra dem att bära bort henne. Spelaren kan även ge henne befallningar som "Hide", "Wait" och "Follow me".
Figuren återkommer i Resident Evil 6.